# Alfred C. Redfield
Alfred Clarence Redfield (15 novembre 1890 - 17 mars 1983) est un océanographe américain connu pour avoir découvert le rapport de Redfield, qui décrit le rapport entre les nutriments du plancton et l'eau de l'océan. En 1966, il reçoit le prix Eminent Ecologist de la Société américaine d'écologie. Ses recherches sont utilisées par James Lovelock dans la formulation de l'hypothèse Gaïa, selon laquelle "les organismes et leur environnement évoluent comme un système unique et autorégulateur".

## Biographie
De 1918 à 1924, Redfield travaille avec Elizabeth M. Bright sur des études impliquant les effets des radiations et de Néréis. En collaboration, l'équipe publie 12 articles.
Au cours de ses recherches doctorales, il étudie le mécanisme de la coloration de la peau du crapaud cornu, identifiant l'adrénaline comme le principal contrôle de la coloration de la peau. Il étudie ensuite les effets des rayons X et du rayonnement du radium sur l'action physiologique.
Après avoir obtenu son diplôme, il poursuit des études de biologie marine. Il étudie l'hémocyanine, qui est le pigment sanguin de nombreuses espèces d'invertébrés, qui fixe l'oxygène, et caractérise son comportement physiologique.
Au cours des années 1930, il découvre que les rapports entre le phosphore, l'azote et le carbone du plancton marin sont indiscernables avec leurs proportions en pleine mer. Cette idée est utilisée pour expliquer certaines caractéristiques du cycle de vie du carbone dans la mer. C'est l'une des sources de son célèbre aphorisme, "La vie dans la mer ne peut être comprise sans comprendre la mer elle-même".
Dans les années 1940, alors que la Seconde Guerre mondiale se déroule, des changements ont lieu dans l'océanographique. Redfield est sélectionné comme directeur adjoint. À cette époque, il se concentre sur l'étude de la manière de protéger les sous-marins submergés des navires de surface et des aéronefs et sur la question de la pollution des navires par les invertébrés marins. Lui et ses collègues réalisent que les sous-marins qui sont submergés peuvent réguler leur résistance en coupant leurs moteurs et en restant silencieux pendant des heures. Il a alors l'idée d'installer des bathythermographes qui connaissent un énorme succès.
Alfred C. Redfield est l'arrière-petit-fils du célèbre météorologue William Charles Redfield (1789 - 1857).